# Kardinalska imenovanja pape Klementa XI.
Papa Klement XI. za vrijeme svoga pontifikata (1700. – 1721.) održao je 15 konzistorija na kojima je imenovao ukupno 70 kardinala.

## Konzistorij 17. prosinca 1703. (I.)
1. Francesco Pignatelli, Theat., napuljski nadbiskup

## Konzistorij 17. svibnja 1706. (II.)
1. Francesco Martelli, jeruzalemski naslovni patrijarh, tajnik Svete kongregacije konzulte
2. Gianalberto Badoaro, mletački patrijarh
3. Lorenzo Casoni, cezarejski naslovni nadbiskup, prisjednik Vrhovne svete kongregacije rimske i opće inkvizicije
4. Lorenzo Corsini, nikomedijski naslovni nadbiskup, glavni blagajnik Apostolske komore[a]
5. Lorenzo Fieschi, đenovski nadbiskup
6. Francesco Acquaviva d'Aragona, larisanski naslovni nadbiskup, nuncij u Španjolskoj
7. Tommaso Ruffo, nicejski naslovni nadbiskup, prefekt kućanstva Njegove Svetosti
8. Orazio Filippo Spada, biskup Lucce, nuncij u Poljskoj
9. Filippo Antonio Gualterio, imolski nadbiskup-biskup, nuncij u Francuskoj
10. Giuseppe Vallemani, atenski naslovni nadbiskup, prefekt Apostolske palače[b]
11. Christian August von Sachsen-Zeitz, juranski biskup, Mađarska
12. Rannuzio Pallavicino, referent Tribunala Apostolske signature pravde i milosti, rimski guverner
13. Giandomenico Paracciani, apostolski protonotar, saslušatelj Njegove Svetosti
14. Alessandro Caprara, saslušatelj Svete Rimske rote
15. Joseph-Emmanuel de la Trémoille, saslušatelj Svete Rimske rote
16. Gabriele Filippucci, član Tribunala Apostolske signature pravde[c]
17. Carlo Agostino Fabroni, tajnik Svete kongregacije za širenje vjere
18. Carlo Colonna, apostolski protonotar, prefekt Apostolske palače
19. Pietro Priuli, klerik Apostolske komore
20. Nicola Grimaldi, tajnik Svete kongregacije za biskupe i redovnike

## Konzistorij 7. lipnja 1706. (III.)
1. Michelangelo Conti, tarški naslovni nadbiskup, nuncij u Portugalu[d]

## Konzistorij 1. kolovoza 1707. (IV.)
1. Charles Thomas Maillard de Tournon, antiohijski naslovni patrijarh, apostolski vizitator s ovlastima legata a latere u Kini i kraljevstvima Istočnih Indija

## Konzistorij 15. travnja 1709. (V.)
1. Ulisse Giuseppe Gozzadini, teodosijski naslovni nadbiskup, tajnik za pisma kneževima
2. Antonio Francesco Sanvitale, urbinski nadbiskup, prefekt kućanstva Njegove Svetosti[e]

## Konzistorij 23. prosinca 1711. (VI.)
1. Annibale Albani, apostolski protonotar supernumerarius, predsjednik Apostolske komore

## Konzistorij 18. svibnja 1712 (VII.)
1. Lodovico Pico della Mirandola, carigradski naslovni patrijarh, prefekt Apostolske palače[f]
2. Gianantonio Davia, nadbiskup-biskup Riminija
3. Agostino Cusani, pavijski biskup
4. Giulio Piazza, biskup Faenze
5. Antonfelice Zondadari, damaščanski naslovni nadbiskup
6. Manuel Arias y Porres, O.S.Io.Hieros., seviljski nadbiskup, Španjolska[g]
7. Giovanni Battista Bussi, jakinski nadbiskup-biskup[f]
8. Pier Marcellino Corradini, atenski naslovni nadbiskup[f]
9. Benito de Sala y de Caramany, O.S.B.Cas., barcelonski biskup, Španjolska[g]
10. Armand Gaston Maximilien de Rohan, strasburški biskup, Alzas
11. Nuno da Cunha e Ataíde, targanski naslovni biskup, generalni inkvizitor u Portugalu
12. Wolfgang Hanibal von Schrattenbach, olomučki biskup, Moravska
13. Luigi Priuli, saslušatelj Svete Rimske rote
14. Giuseppe Maria Tomasi di Lampedusa, Theat.[h]
15. Giovanni Battista Tolomei, S.J.
16. Francesco Maria Casini, O.F.M.Cap.
17. Curzio Origo, tajnik Svete konzulte[f]
18. Melchior de Polignac, saslušatelj Svete Rimske rote[g]

## Konzistorij 30. siječnja 1713. (VIII.)
1. Benedetto Erba-Odescacalchi, milanski nadbiskup, nuncij u Poljskoj
2. Damian Hugo Philipp von Schönborn[i]

## Konzistorij 6. svibnja 1715. (IX.)
1. Fabio Olivieri, tajnik za apostolska pisma, pro-prefekt Apostolske palače

## Konzistorij 29. svibnja 1715. (X.)
1. Henri-Pons de Thiard de Bissy, biskup Meauxa, Francuska
2. Innico Caracciolo, mlađi, aversanski biskup[j]
3. Bernardino Scotti, rimski guverner i vice-kamerlengo Svete Rimske Crkve[j]
4. Carlo Maria Marini, prefekt kućanstva Njegove Svetosti[j]

## Konzistorij 16. prosinca 1715. (XI.)
1. Niccolo Caracciolo, kapuanski nadbiskup
2. Giambattista Patrizi, seleucijski naslovni nadbiskup, glavni blagajnik
3. Ferdinando Nuzzi, nicejski naslovni nadbiskup, tajnik Svete kongregacije za biskupe
4. Niccolo Spinola, tebanski naslovni nadbiskups, saslušatelj Apostolske komore

## Konzistorij 15. ožujka 1717. (XII.)
1. Giberto Bartolomeo Borromeo, antiohijski naslovni patrijarh, novarski biskup, prefekt kućanstva Njegove Svetosti

## Konzistorij 12. srpnja 1717. (XIII.)
1. Giulio Alberoni
2. Imre Csáky, kaločki i bački nadbiskup, Mađarska[k]

## Konzistorij 29. studenoga 1719. (XIV.)
1. Léon Potier de Gesvres, nadbiskup Bourgesa, Francuska
2. François de Mailly, remski nadbiskup, Francuska
3. Giorgio Spinola, cezarejski naslovni nadbiskup, nuncij u Austriji
4. Cornelio Bentivoglio, kartaški naslovni nadbiskup, nuncij u Francuskoj
5. Thomas Philippe Wallrad d'Hénin-Liétard d'Alzas-Boussu de Chimay, mehelenski nadbiskup, Flandrija
6. Giovanni Francesco Barbarigo, biskup Brescije[l]
7. Luis Antonio Belluga y Moncada, Orat., kartagenski biskup, Španjolska
8. José Pereira de Lacerda, farski biskup, Portugal
9. Mihály Frigyes Althan, vački biskup, Mađarska
10. Giovanni Battista Salerni, S.J.

## Konzistorij 30. rujna 1720. (XV.)
1. Carlos de Borja-Centelles y Ponce de León, zapadnoindijski patrijarh, Španjolska
2. Álvaro Cienfuegos Villazón, S.J.